# حارة الجبل (الحصن)
الجبل هي إحدى حارات حي عبدالله محسن بمدينة الحصن التابعة لمحافظة أبين، بلغ تعداد سكانها 379 نسمة حسب تعداد اليمن لعام 2004.